# تسوباسا شیبویا
تسوباسا شیبویا (انگلیسی: Tsubasa Shibuya؛ زادهٔ ۲۷ ژانویهٔ ۱۹۹۵) بازیکن فوتبال اهل ژاپن است.